# Nogometni klub Omiš
Il Nogometni klub Omiš ("Associazione calcistica Almissa"), meglio noto come Omiš, è una squadra di calcio di Almissa, in Croazia.

Nella stagione 2023-2024 milita nel girone Sud della Treća nogometna liga, quarta divisione calcistica nazionale.

## Storia
Il club è stato fondato il 9 maggio 1919 come Komita per poi, nel 1952, prendere il nome di Istra. Nel 1955 la società prende la denominazione attuale. Il 31 maggio 2019, in occasione del centario del club, l'Omiš ha ospitato in una partita amichevole la Croazia capitanata da Ivan Perišić.

## Strutture
Lo stadio dell'Omiš è il Gradski stadion Anđelko Marušić Ferata, costruito in occasione degli VIII Giochi del Mediterraneo.